# پیتر کاپالدی
پیتر دوگان کاپالدی (به انگلیسی: Peter Capaldi) یک بازیگر، کارگردان و فیلمنامه‌نویس اسکاتلندی است. او همچنین نوازنده گیتار و نقاش نیز می‌باشد وی نقش دکتر دوازدهم را در سال ۲۰۱۷ در سریال دکتر هو و نقش مالکوم تاکر را به عهده گرفت که در نهایت چهار بار نامزد و در سال ۲۰۱۰ برنده جایزه بهترین نقش کمدی مرد شد. از وی همچنین برای نقش تارکر در فیلم In the Loop از سوی منتقدین برای نقش مکمل مرد تقدیر شد .
کاپالدی به عنوان کارگردان برنده جایزه بهترین فیلم کوتاه اکشن و جایزه بهترین فیلم کوتاه بفتا شد وی پس از ان نویسندگی و کارگردانی Strictly Sinatra را به عهدی گرفت. همچنین او سریال Sitcom Get On را کارگردانی کرده‌است.

## اوایل زندگی
پیتر کاپالدی در گلاسکو اسکاتلند به دنیا آمد. پدربزرگ وی ایتالیایی بود در حالی که بقیه اقوام وی ایرلندی و اسکاتلندی بودند.
وی برای اولین بار با اجرای نمایش عروسکی در مدرسه اش استعداد هنری اش شکوفا شد. او در دبیرستان عضو گروه تئاتر بود.
او به عنوان دانشجوی هنر در گروه موسیقی پانک راک The Dreamboys خواننده اصلی و گیتاریست بود. کریگ فرگوسن نیز به عنوان درامر در این گروه حضور داشت.

## حرفه
بازیگری
کاپالدی از زمان حضورش با نقش دنیاولدسن در فیلم محله قهرمان (۱۹۸۳) در بیش از ۴۰ فیلم نمایش تلویزیونی حضور داشته.
او نقش جرج هریسون یکی از اعضای گروه بیتلز را در (ohn and Yoko: A Love Story (1985ل و (The Lair of the White Worm (1988 و (Dangerous Liaisons (1988 و (Liaisons (1988 اجرا کرد. اولین نقش آفرینی پیتر کاپالدی در تلویزیون بازی در نقش نقش لوک واکیلفیلد بود.
او همچنین در فیلم‌های لانه کرم سفید، اسیران، تیراندازی ماهی و مکس بازی کرده‌است.

## دکتر هو
فیلم‌برداری وی برای دکتر که در ژوئن ۲۰۱۴ در کاردیف برگزار شد، در فصل سوم به عنوان دکتر در سری داستان‌های علمی‌تخیلی به نام دکتر هو در سال ۲۰۱۳ منتشر شد. او اولین بار در قسمت مخصوص کریسمس سال ۲۰۱۳ در دکتر هو ظاهر شد.